# Rhadinaea laureata
Rhadinaea laureata — вид змій родини полозових (Colubridae). Ендемік Мексики.

## Поширення і екологія
Rhadinaea laureata мешкають в горах Західної Сьєрра-Мадре і Трансмексиканського вулканічного пояса, від заходу центрального Дуранго на південь до центрального Мічоакана і на схід до Морелоса і Мехіко. Вони живуть в соснових і сосново-дубових лісах, під камінням і поваленими деревами. Зустрічаються на висоті від 884 до 2200 м над рівнем моря. Ведуть наземний спосіб життя, відкладають яйця.